# Rajd Elmot 1996
Rajd Elmot 1996 – 24. edycja Rajdu Elmot. Był to rajd samochodowy rozgrywany od 17 do 19 maja 1996 roku. Była to trzecia runda Rajdowych Samochodowych Mistrzostw Polski w roku 1996. Rajd składał się z dwudziestu czterech odcinków specjalnych.

## Wyniki końcowe rajdu[1]
| Miejsce | Kierowca            | Pilot              | Samochód                    | Czas    | Strata | Grupa Klasa |
| ------- | ------------------- | ------------------ | --------------------------- | ------- | ------ | ----------- |
| 1       | Krzysztof Hołowczyc | Maciej Wisławski   | Toyota Celica Turbo 4WD     | 2:03:48 | -      | A8          |
| 2       | Robert Gryczyński   | Tadeusz Burkacki   | Toyota Celica Turbo 4WD     | 2:06:32 | +2:44  | A8          |
| 3       | Bogdan Herink       | Janusz Bronikowski | Renault Clio Maxi           | 2:08:50 | +5:02  | A7          |
| 4       | Waldemar Doskocz    | Aleksander Dragon  | Renault Clio Maxi           | 2:09:40 | +5:52  | A7          |
| 5       | Piotr Świeboda      | Andrzej Górski     | Mitsubishi Lancer Evo III   | 2:12:18 | +8:30  | N4          |
| 6       | Wiesław Stec        | Maciej Maciejewski | Mitsubishi Lancer Evo III   | 2:12:39 | +8:51  | N4          |
| 7       | Janusz Kulig        | Jarosław Baran     | Opel Astra GSi 16V          | 2:13:39 | +9:51  | A7          |
| 8       | Zenon Sawicki       | Marek Skrobot      | Ford Escort RS Cosworth     | 2:17:09 | +13:21 | N4          |
| 9       | Zbigniew Stec       | Krzysztof Watała   | Ford Escort RS Cosworth     | 2:20:47 | +16:59 | N4          |
| 10      | Jerzy Wierzbołowski | Bogusław Lepiarz   | Ford Sierra RS Cosworth 4x4 | 2:22:29 | +18:41 | N4          |